# Rombicosidodecaedro diminuito
In geometria solida, il rombicosidodecaedro diminuito è un poliedro con 52 facce che può essere costruito, come intuibile dal suo nome, diminuendo un rombicosidodecaedro, in particolare sottraendogli una delle cupole pentagonali che possono essere individuate sulla sua superficie.

## Caratteristiche
Il rombicosidodecaedro diminuito è uno dei 92 solidi di Johnson, in particolare quello indicato come J76, ossia un poliedro strettamente convesso avente come facce dei poligoni regolari ma comunque non appartenente alla famiglia dei poliedri uniformi, ed è il dodicesimo di una serie di diciannove solidi archimedei modificati tutti facenti parte dei solidi di Johnson.
Per quanto riguarda i 55 vertici di questo poliedro, su 45 di essi incidono una faccia pentagonale, due quadrate e una triangolare, mentre sui restanti 10 incidono una faccia decagonale, una pentagonale e una quadrata.

## Formule
Considerando un rombicosidodecaedro diminuito avente come facce dei poligoni regolari aventi lato di lunghezza {\displaystyle a}, le formule per il calcolo del volume {\displaystyle V} e della superficie {\displaystyle A} risultano essere:
{\displaystyle V={\frac {a^{3}}{6}}\left(115+54{\sqrt {5}}\right)\approx 39,2912785\ldots a^{3};}
{\displaystyle A={\frac {a^{2}}{4}}\left(100+15{\sqrt {3}}+\left(10+11{\sqrt {5}}\right){\sqrt {5+2{\sqrt {5}}}}\right)\approx 58,1146508\ldots a^{2}.}

## Poliedri correlati
Il rombicosidodecaedro diminuito può essere ancora diminuito con la sottrazione di una o più cupole pentagonali, formando un rombicosidodecaedro parabidiminuito, un rombicosidodecaedro metabidiminuito e un rombicosidodecaedro tridiminuito, tutti e tre facenti a loro volta parte dei solidi i Johnson.